# Monochamus binigricollis
Monochamus binigricollis là một loài bọ cánh cứng trong họ Cerambycidae.